# Wardell Gray
Wardell Gray (Oklahoma City, 13 febbraio 1921 – Las Vegas, 25 maggio 1955) fu un tenorsassofonista statunitense attivo nei periodi swing e bebop della storia del jazz.
Gray possedeva uno stile ed un suono molto personali, ed era molto rispettato dai musicisti jazz e dalla critica. La sua scomparsa precoce e il suo aver a lungo gravitato sulla scena della costa occidentale degli Stati Uniti (relativamente meno centrale della costa orientale per le vicende del jazz), hanno fatto sì che la critica musicale del tardo ventesimo secolo lasciasse in ombra il suo contributo.

## Biografia

### La gioventù
Nato ad Oklahoma City e il più giovane di quattro fratelli, Gray passò i primi anni della sua vita in Oklahoma, prima che la sua famiglia si trasferisse a Detroit nel 1929.
Nel 1935, Gray frequentò la Cass Technical High School - che annoverò fra i suoi allievi altri jazzisti importanti: Donald Byrd, Lucky Thompson Al McKibbon - ma se ne andò nel 1936 senza essersi diplomato. Seguendo il consiglio di suo cognato - Junior Warren - iniziò, da adolescente, a suonare il clarinetto, ma passò al tenore dopo aver ascoltato Lester Young in una registrazione con l'orchestra di Count Basie.
Fino al 1941, Gray ebbe una serie di ingaggi con orchestre locali in Michigan. In questo periodo incontrò Jeanne Goings, da cui ebbe una figlia,  Anita, nel gennaio 1941.

### Con Earl Hines
Nel 1943 Gray lasciò Jeanne per una ballerina che lavorava in un club vicino al suo, Jeri Walker. Jeri conosceva Earl Hines e quando l'orchestra di Hayes passò per Detroit verso la fine di quell'anno fece in modo che Wardell fosse assunto come contraltista.
Fu questa la grande occasione per Gray: l'orchestra di Hines era conosciuta in tutta la nazione, sia in virtù' della fama del bandleader, sia grazie al vocalist Billie Eckstine, il quale convincerà' Hines a ingaggiare tutta una serie di giovani "modernisti (Dizzy Gillespie, Charlie Parker e Sarah Vaughan, come famele singer e seconda pianista, tra gli altri. Il "matrimonio, però dura poco: dopo quattro anni di sodalizio Eckstine se ne va e dopo qualche mese fonda una propria orchestra, la prima effettiva del Be-bop, in cui entrano i giovani che aveva contribuito a far ingaggiare da "Fatha", più numerosi altri, tra cui Grey.
Wardell passò tre anni con Hines, nel corso dei quali la sua statura musicale crebbe rapidamente. Divenne uno dei solisti dell'orchestra: nelle registrazioni di quegli anni metteva in mostra uno stile fluido e rilassato abbastanza simile a quello di Lester Young.
Nel frattempo Wardell sposò Jeri a Chicago nel settembre del 1945.

### West Coast
Nel 1946, lasciata l'orchestra di Hines, Gray si stabilì a Los Angeles e poco dopo registrò per la prima volta a suo nome per l'etichette Sunset di Eddie Laguna con un quartetto che aveva Dodo Marmarosa.
Wardell iniziò a lavorare con diverse orchestre, tra cui quella di Benny Carter, quella del cantante blues Ivory Joe Hunter, e con il gruppo che accompagnava Billy Eckstine in tour sulla West Coast.
Il centro dell'attività jazzistica della Los Angeles di quegli anni erano i club di Central Avenue, che Wardell frequentava spesso soprattutto per le jam session che si tenevano a tarda notte al Jack's Basket Room, al Down Beat e in altri locali. Fu in una di queste occasioni che Gray fu notato da Ross Russell, che lo portò in sala d'incisione per la sua etichetta Dial per una serie di sessioni costruite attorno a Charlie Parker, anch'egli a LA in quel periodo.
Nei club di Central Avenue Wardell conduceva spesso battaglie musicali con un altro famoso sassofonista, Dexter Gordon. I due avevano un suono e un approccio contrastante: leggero e veloce quello di Wardell, possente e robusto quello di Dexter. Gordon ebbe a dichiarare: "C'era sempre un sacco di gente sul palco, ma alla fine della serata andava sempre a finire che eravamo rimasti solo Wardell ed io... Il suo modo di suonare era molto fluido e pulito...Aveva molta energia e tantissime idee." La fama di queste battaglie di tenori crebbe al punto da convincere Ross Russell a riportare Wardell in studio con Gordon per simularne una nel disco "The Chase" il primo successo di Gray e che è stato chiamato "una delle gare musicali più esaltanti della storia del jazz."(4)
Col successo di "The Chase" le occasioni per Wardell si moltiplicarono. Fu chiamato a "Just Jazz", una serie di jam session organizzate dal disc jockey Gene Norman.

## Con Benny Goodman e Count Basie
Nel 1947 Gray non ebbe ingaggi stabili (a parte uno - breve - con un piccolo gruppo diretto da Al Killian). In quell'anno però partecipò ad un concerto in cui c'era l'orchestra di Benny Goodman, che fu tanto impressionato da Gray da assumerlo per un piccolo gruppo che stava organizzando per sperimentare col bebop (Goodman, che in passato aveva criticato duramente l'approccio boppistico, fece un'intervista per la rivista Metronome in cui parlava di Gray dicendo "Se quello che fa lui è bop, allora il bop è grandioso. Gray suona meravigliosamente".
Nel gruppo di Goodman c'erano il giovane clarinettista svedese  Ake "Stan" Hasselgard e, almeno all'inizio, Teddy Wilson. L'apertura (che fu registrata ed è stata pubblicata su CD) fu al club di Frank Palumbo, il Click Club di Filadelfia, nel maggio del 1948. Le registrazioni fanno ascoltare un gruppo assai poco boppistico, salvo che per alcuni arrangiamenti di Mary Lou Williams e per lo stesso Wardell Gray.
Il gruppo non fu un successo economico e Goodman dovette scioglierlo, ma costituì un ottimo biglietto da visita per presentare Gray sulla East Coast. Tra il 1948 e il 1949 Gray lavorò con l'orchestra di Count Basie. Nello stesso periodo andò in sala di registrazione con Tadd Dameron e con Al Haig. La registrazione di Twisted, che fa parte di queste sessioni divenne uno dei suoi pezzi più conosciuti e Annie Ross ne fece una versione in vocalese che divenne un successo.
Nel 1949 Gray lasciò Basie e tornò con Benny Goodman. Tuttavia i costanti spostamenti richiesti dall'orchestra, il clima che vi si respirava, e la crisi in cui era entrato il suo matrimonio con Jeri, resero questo periodo piuttosto infelice per Gray. Queste circostanze possono forse spiegare le opache prove discografiche di quei mesi.
Wardell finì per tornare con Basie, che aveva dovuto sciogliere l'orchestra e aveva formato un settetto, che includeva Clark Terry e Buddy DeFranco; Wardell entrò a farne parte nel luglio del 1950, trovandovi un ambiente migliore che nell'orchestra di Goodman.
Nello stesso periodo Gray divorziò da Jeri e si accasò a Los Angeles con Dorothy Duvall, una sua vecchia fiamma che aveva incontrato in occasione del suo primo tour in California, ma che aveva lasciato perché all'epoca era sposata.
Anche il lavoro con Basie - che aveva riformato l'orchestra - richiedeva però viaggi continui e alla fine Gray decise di distaccarsene. Poiché però nell'area losangelina c'era poco lavoro, Wardell fu costretto a spostarsi comunque, stavolta in cerca di lavoro: tuttavia, in un'intervista rilasciata a Melody Maker, Gray si diceva soddisfatto della sua vita professionale e privata.
In questo periodo (1950) c'è una testimonianza discografica di Gray che si esibisce al San Francisco Veteran's Memorial Hall come ospite dell'orchestra di Gerald Wilson.

### Il declino
Dopo il 1950 le sessioni di registrazioni di Gray diventano più rare (anche se ne esistono dal vivo con Dexter Gordon e in studio con Art Farmer e Hampton Hawes).
Nel 1951 e 1952, le sue performance divennero più opache e si ha l'impressione che Gray guardasse al mondo della musica in modo più distaccato e disilluso. Di quegli anni sono anche le prime testimonianze della tossicodipendenza di Gray, che potrebbe spiegare il suo declino. La sua ultima sessione di registrazione, del 1955, è abbastanza al di sotto dei suoi standard abituali.

### Il mistero della morte
Gray aveva comunque ancora molti ingaggi e fu chiamato da Benny Carter nel maggio del 1955 per l'apertura del Moulin Rouge Hotel a Las Vegas. Wardell si presentò alle prove ma non al concerto d'apertura. Il giorno dopo il suo corpo senza vita fu trovato, con il collo rotto, alla periferia della città.
Nonostante le molte stranezze che circolavano sulla sua morte, e le voci di un coinvolgimento di Wardell con il capo mafioso Meyer Lansky, le autorità classificarono il decesso come "accidentale".

## Discografia
- 1946-50 - Wardell Gray -The Chronological 1945-50 - Classics #1264
- 1950-55 - Wardell Gray -The Chronological 1950-55 - Classics #
- 1945-52 - Wardell Gray - The Wardell Gray Story  -  Properbox (4CD)
- 1945-47 - Earl Hines - The Chronological 1945-47 - Classics
- 1946-47 - Charlie Parker - The Dial Masters - Spotlite SPJ-(CD) 109-2  (2CD)
- 1946 - Wardell Gray - One for Prez - Black Lion Records BLCD 760106.
- 1947 - Dexter Gordon - On Dial: The Complete Sessions - Spotlite SPJ-(CD) 130
- 1947 - Jazz West Coast Live - Hollywood Jazz Live Volumes 1, 2 and 3 - Savoy SV-0164, SV-0165 e SV-0166
- 1947 - Sonny Criss - California Boppin' 1947 - Fresh Sound FSR-CD 156
- 1948 - Stan Hasselgard, Benny Goodman - Hasselgard and Goodman at Click - Dragon DRCD 183
- 1948-50 - Wardell Gray - Light Gray - Cool and Blue C&B-CD 116
- 1946-55 - Wardell Gray - Easy Swing -  Swingtime ST CD1
- 1947-49 - Benny Goodman -  Undercurrent Blues - Capitol 7243 8 32086 2 3
- 1948-49 - Benny Goodman - Benny's Bop 1948-49 - Hep CD36
- 1950-52 Wardell Gray - How High the Moon - Moon MCD 076-2 (originariamente a nome Count Basie sextet)
- 1950 - Gerald Wilson - Big Band Modern - Jazz Factory JFCD 22880
- 1949-53 - Wardell Gray - Memorial Album Volume 1 - Original Jazz Classics OJCCD-050-2  sessioni Prestige
- 1950 - Wardell Gray Memorial Album Volume 2 - Original Jazz Classics OJCCD-051-2  sessioni Prestige
- 1952 - Wardell Gray - Quintet Live at the Haig - Fresh Sound FSR-CD 157